# خلع العظم الهلالي
خلع العظم الهلالي (الاسم العلمي: lunate disclocation) هو نوع من خلع الرسغ حيث يتم ينعطف العظم الهلالي خارج مكانه .  تشمل الأعراض ألمًا و تورمًا في المعصم.  إنه غير واضح ما إذا كان المعصم يبدو غير طبيعي أم لا في الأشعة.  و قد تشمل المضاعفات إصابة العصب المتوسط. 
السبب الكامن وراء الخلع ينطوي عموما على صدمة كبيرة، مع الانحناء الخلفي للمعصم.  يتم التشخيص بشكل عام عن طريق الأشعة السينية. ومع ذلك، يتم تفويتها بنسبة تصل إلى 25% من الوقت. 
تتطلب الحالة عمومًا إجراء عملية جراحية.  ومع ذلك، يمكن إجراء تصغير المفصل متبوعًا بالتجبير قبل إجراء الجراحة.  قد تتم الجراحة بعد 3 إلى 5 أيام طالما أن العصب الكعبري طبيعي والمتصل متقلص.  بالنسبة لأولئك الذين يتم علاجهم بسرعة، تكون النتائج معقولة بشكل عام، على الرغم من شيوع التهاب المفاصل العظمي . 
الخلع الهلالي غير شائع.  عندما يحدث ذلك، عادة ما يتأثر الشباب.  يعود تاريخ السجلات المبكرة المرض إلى الأربعينيات من القرن العشرين و ذلك بواسطة راسل.  